# Macrelmis dentata
Macrelmis dentata là một loài bọ cánh cứng trong họ Elmidae. Loài này được Motschulsky miêu tả khoa học năm 1859.